# Малки-Станчовци
Малки-Станчовци (болг. Малки Станчовци) — село в Болгарии. Находится в Габровской области, входит в общину Трявна. Население составляет 13 человек.

## Политическая ситуация
Малки-Станчовци подчиняется непосредственно общине и не имеет своего кмета.
Кмет (мэр) общины Трявна — Драгомир Иванов Николов (независимый) по результатам выборов в правление общины.